# Mesechites acuminatus
Mesechites acuminatus är en oleanderväxtart som först beskrevs av Hipólito Ruiz López och Pavon, och fick sitt nu gällande namn av Müll. Arg.. Mesechites acuminatus ingår i släktet Mesechites och familjen oleanderväxter. Inga underarter finns listade i Catalogue of Life.